# لارش فيلكس
لارش إندل روجر فيلكس (بالسويدية: Lars Endel Roger Vilks) (20 يونيو 1946 - 3 أكتوبر 2021) رسام وتشكيلي سويدي ومؤرخ للفن حاصل على درجة الدكتوراه في العلوم الفنية من جامعة لوند عام 1987. وعمل كبروفيسور في أوسلو، معروف باعماله الاستفزازية حيث له عدة رسوم مسيئة للرسول محمد صلى الله عليه وسلم.

## النشأة
ولد لارش فيلكس في 20 يونيو 1946 بمدينة هلسنغبورج، السويد. في عام 1987 حصل على درجة الدكتوراه في العلوم الفنية من جامعة لوند. من 1988 حتي 1997 عمل في الاكاديميه القومية للفن في أوسلو، ومن 1997 حتي 2003 عمل استاذًا لنظريه الفن.

## أعماله
في عام 1980، بدأ لارس فيلكس بناء اثنين من التماثيل Nimis (هيكل من 75 طن من الاخشاب الطافية) وARX («الحصن» باللغة اللاتينية، وهيكل الحجر) ضمن محمية طبيعية Kullaberg ، بين الشمال الغربي سكين في السويد . تم اكتشاف هذه التماثيل التي يتعذر الوصول إليها من قبل السلطات السويدية بعد عامين الانتصاب، والذين قرروا تدميرها. بعد العديد من المكالمات، والمحاكمة لارس فيلكس لحظر تم إغلاق هذا الهدم لصالح السلطات المحلية.

## الرسوم المسيئة للنبي محمد وتبعاتها
في 18 أغسطس 2007، نشرت صحيفة سويدية (نيريكس اليهاندا). رسم مسيء للنبي محمد على جسم كلب.
في 15 سبتمبر 2007، أصدر أبو عمر البغدادي، أمير دولة العراق الإسلامية رسالة صوتية جاء فيها «إننا من اليوم وصاعداً نحلل على تصفية مهدَر الدم رسام الكاريكاتور لارس فيلكس الذي تجرأ على مقام نبينا عليه الصلاة والسلام. ونعلن في شهر الجود شهر رمضان عن جائزة قدرها مئة ألف دولار لمن يقتل هذا المجرم الكافر. وترتفع الجائزة إلى 150 ألف دولار إذا ذبحه ذبح النعاج». وأعلن «جائزة قدرها 50 ألف دولار لمن يأتي برأس رئيس تحرير الجريدة». واستطرد قائلا: «نحن نعلم كيف نجبركم على تراجعكم واعتذاركم، فإن لم تفعلوا فانتظروا ضرب اقتصاد شركاتكم العملاقة من نحو: إريكسون، سكانيا، فولفو، إيكيا». كما أشار أيضا إلى شركة «الكترولوكس».
في 11 مايو 2010، تعرض لارش فيلكس لاعتداء خلال محاضرة في جامعة أوبسالا حيث انقض شاب مسلم عليه خلال محاضرة كان يلقيها في إحدى الجامعات في مدينة أوبسالا التي تبعد نحو 70 كيلومترا شمالي العاصمة ستوكهولم، وأشبعه ضربا ولكما وكسر نظارته، رغم وجود حشد كبير من الشرطة المدنية والسرية. وقال الرسام لارس فيلكس: إنه تعرض للضرب نطحا بالرأس من قبل أحد الحاضرين عندما كان يلقي محاضرته حول حدود الحرية الفنية،”نطحني برأسه وارتطمت بالحائط وفقدت نظارتي”. وكان فيلكس قد تعرض لتهديدات في العديد من المناسبات، إلا أن مهاجمته في جامعة أوسولا كانت المرة الأولى التي يتعرض فيها فعلا للضرب. وأضاف الرسام: إن جمعا من حوالي 15 شخصا كانوا يصرخون ويهتفون في محاولة لمنعه من إلقاء محاضرته، التي حضرها نحو 250 شخصا. وتابع فيلكس: إن شخصا هرع نحوه وألقى بنفسه عليه ونطحه برأسه، فتحطمت نظارته الطبية. وقال متحدث باسم شرطة أوبسالا أن حوالي 20 شخصا حاولوا مهاجمة فيلكس بعدما قاطعوه أثناء محاضرته مضيفا أن الشرطة اضطرت للتدخل لمنعهم. واحتجز شخصان. ولم تنجح الشرطة إلا بعد محاولات مكثفة في إنقاذ الرسام السويدي من بين يدي الشاب المسلم الذي انقض عليه بطريقة محكمة ما جعلها تستخدم غاز الفلفل والهراوات للسيطرة عليه وعلى على الجمع الغاضب الذي كان يهتف “الله أكبر”.
وقال المصور الصحفي تور يونسون إن جوا هادئا خيم في بداية المحاضرة على القاعة التي كانت ممتلئة بـ250 شخصا غير أن هذا الجو تحول إلى “العدائية بعدما شرع فيلكس في عرض فيلم ذي مضمون جنسي”. وكان المسلمون في مدينة أوبسالا السويدية وعدد من العواصم الأوروبية قد استعدوا لتنظيم حملة لمنع فليكس من زيارة المدينة وإلقاء محاضرة.
واعتبر المسلمون في مدينة أوبسالا أن هذه الزيارة التي جاءت بناء على دعوة وجهها له الدكتور ريكارد إيكهولم المحاضر بقسم الفلسفة في جامعة أوبسالا تشكل إهانة لهم وتأييدا للكراهية التي يعمل فليكس على نشرها ضد الإسلام والمسلمين.
وتم جمع توقيعات من مسلمي أوروبا وألمانيا على وجه التحديد مرفقة بالبريد الإلكتروني الخاص بالدكتور إيكهولم لإعلان احتجاج المسلمين في أوروبا على استضافة رسام الكاريكاتير والتصدي لذلك.
وفي 2009، اعتقلت الاميركية كولين لاروز التي تلقب نفسها باسم «جهاد جين» في الولايات المتحدة مع سبعة أشخاص آخرين للاشتباه بالتخطيط لقتل فيلكس. واعترفت بذنبها في تهم الإرهاب وتواجه السجن المؤبد
يوم الجمعة 14 مايو 2010، حاول أفراد إضرام النار في منزل لارش فيلكس الواقع ببلدة «نيهامنسلا» في جنوب غرب السويد. ولم يكن فيلكس في منزله وقت اندلاع الحريق، ولم يعلم به إلا صباح يوم السبت 15 مايو، عندما توجه أحد المقربين من فيلكس إلى المنزل، ليكتشف تعرضه للحريق، الذي أفادت الشرطة بأنه خلّف أضراراً طفيفة.
وذكرت صحف محلية أن الحريق تسبب في تحطم نوافذ المنزل، كما كسا الدخان الأسود واجهته الأمامية، وأشارت إلى أن الحريق أُخمد ذاتياً دون أن يتدخل أحد لإطفائه، رغم تقارير أفادت بأن الشرطة عثرت على عبوات بلاستيكية مملوءة بالبنزين داخل المنزل.
وقالت المتحدثة باسم الشرطة، صوفي أوسترهايم، في تصريحات لوكالة TT السويدية للأنباء: «لقد بدأنا تحقيقاً أولياً في الحريق الذي يبدو أنه اشتعل عمداً»، دون أن تفصح عن مزيد من التفاصيل، فيما أفادت تقارير بأن فيلكس غادر المنزل في حوالي العاشرة والنصف من مساء الجمعة.
يوم الثلاثاء 18 مايو وجّه القضاء السويدي إلى شابين شقيقين تهمة محاولة إحراق منزل الرسام لارس فيلكس. وقد اعتقل الشقيق الأكبر ويبلغ من العمر 21 عاما مساء السبت فيما اعتقل الأصغر وهو في ال19 من العمر صباح الأحد بعد يومين من الحريق. وقالت الشرطة أنها ألقت القبض على الشابين اللذين يحملان الجنسية السويدية لكنهما من أصل كوسوفي بفضل العثور على أغراض شخصية لهما.
ولم يكن الشابان وهما يقيمان في مدينة لاندسكرونا، التي تبعد نحو 40 كلم عن بلدة فيلكس معروفين لدى الشرطة حتى ذلك الحين.
في يوليو 2010 حكمت محكمة سويدية على الشقيقين بالسجن لسنتين وثلاث سنوات نافذة
ودين الشقيق الأكبر منتور عليا (21 سنة) بمحاولة إضرام النار وحكم بالسجن ثلاث سنوات نافذة فيما صدر بحق شقيقه الأصغر منصور (19 سنة) حكم السجن سنتين بالتهمة نفسها، كما جاء في محضر قرار المحكمة الذي حصلت فرانس برس على نسخة منه.
وأضافت محكمة هلسنغبورغ (جنوب) «لذلك يجب اعتبار الحريق تعديا على حرية تعبير لارس فيلكس التي يحميها الدستور وعلى حرية الفن التي تعتبر أساسية في الحياة الديموقراطية».
ونفى الأخوان خلال المحاكمة الوقائع وقال الأخ الأصغر أنه أُصيب بحروق أثناء عملية شي لحم، إلا أن منتور عليا أكد في اليوم الأول من المحاكمة أن لارس فيلكس من «أكبر أعداء الإسلام» وأنه «عدو الله والنبي وعدو المسلمين».
وطلب المدعي الإسبوع الماضي السجن ست سنوات للشقيق الأكبر وأربع سنوات للأصغر ضمن عقوبة تراوح بين سنتين وثماني سنوات بحسب القانون السويدي.
في فبراير 2012 تعرض لارس فيلكس، للرشق بالبيض خلال محاضرة في جامعة كارلستاد السويدية. وذكرت وسائل إعلام سويدية أن فيلكس، قوبل بالرشق بالبيض خلال إلقائه محاضرة في الجامعة من الحضور الغاضب أثناء حديثه عن الرسوم المسيئة للنبي وحرية التعبير.
واعتقلت الشرطة 15 شخصًا من الذين رشقوا فيلكس بالبيض وشخصين آخرين تصادما معهم. وكان اتحاد الثقافة الإسلامية المحلي ومجموعة مسلمي كارلستاد دعوا إلى مقاطعة المحاضرة لأن فيلكس «أساء استعمال حرية التعبير التي نتمتّع بها جميعًا واستخدمها لكي يثير التوتر في المجتمع».
ورد فيلكس على الحضور بالقول إن «الإهانة هي جزء من المجتمع الديمقراطي. إذا بدأنا نفرض رقابة على أنفسنا، فهذا يعني تقويض حرية التعبير على المدى الطويل. لا أعتقد أن المشكلة هي إننا كفنانين استفزازيين جدًا بل المشكلة إننا لسنا استفزازيين بما يكفي».
في أغسطس 2012 منعت إدارة متحف جامتلاند في مدينة إوسترسوند لارش فليكس من المشاركة بالمعرض وقالت إدارة المعرض بان لارش فليكس لا يمكنه المشاركة وأن إسمه غير مرغوب فيه. وكانت إدارة المتحف في مقاطعة جامتلاند دعت 16 فنانا سويديا لإظهار مختلف أشكال التعبير الفني المعاصر، وكان واحدا من الذين سيشاركون في البداية لارش فيلكس لإلقاء محاضرة حول المعاملة التي لقيها بعد مشاركته في فعاليات دعت إليها حركة أمريكية صهيونية تطالب بوقف أسلمة العالم
في 24 فبراير 2013 صدر بيان لمركز «سواسية» لحقوق الإنسان ومناهضة التمييز أعرب فيه عن استنكاره الشديد لتصريحات «لارش فيلكس» الخاصة بإعادة نشر الرسوم المسيئة للنبي الكريم محمد (صلي الله عليه وسلم) في مدينة مالمو التي تسكنها أعداد كبيرة من المهاجرين، إذ يعتبر ذلك جريمة عنصرية، ومحاولة فاشلة لإثارة الفتنة الطائفية في المجتمعات الغربية. وأضاف البيان، أن تلك المحالاوت المستفزة غير مقبولة أخلاقيا ودينيا وتمثل خروجا فادحا على حرية الراي والتعبير، وتعديا صارخا على المقدسات الدينية للشعوب، وعلى الأعراف والمواثيق الدولية المعنية بحقوق الإنسان، والتي تؤكد أن حرية التعبير عن الأديان يجب أن تكون مقيدة بضوابط القانون التي تحقق المصالح العامة لحماية الحياة والأخلاق والحقوق والحريات.
وذكر البيان أن شعوب العالم الحر والتي تحترم حرية الأديان السماوية، ترفض تلك الإساءات البذيئة التي تضر بأمن واستقرار المجتمعات، وتسعى لتاجيج العنف دون وجه حق، وتخلق حالة من العداء غير المبرر بين طوائف الأمة الواحدة، بشكل يؤجج الصراع الداخلي، ويدخل المجتمعات الغربية في دوامة لا تنتهي من العنف.
في مارس 2013 نشر تنظيم القاعدة في جزيرة العرب في العدد الأخير من مجلته الالكترونية مجلة 'الهام' الصادرة باسم Inspire بالإنجليزية 'انسباير' والهادفة إلى تشجيع المسلمين الناطقين بالإنجليزية على الانضمام إلى الحركة الجهادية، لائحة 'مطلوب حيا أو ميتا'. لائحة لمن دعا تنظيم القاعدة إلى قتلهم أو أسرهم، مستخدماً شعار 'نعم نستطيع' كعنوان رئيسي، مع فرعي أسفله يقول 'رصاصة يومياً تبعد عنك الكافر'، طبقاً لما يظهر من الصورة الرئيسية للائحة المنشورة بالصفحة 10 وكان من بين الأسماء المطلوبين للقتل اسم الرسام لارش فيلكس
في 4 سبتمبر 2013 ألقت الشرطة في مدينة مالمو القبض على شخص في الـ 70 من عمره، بعد ظهر أمس الأربعاء، للاشتباه به في محاولة الاعتداء على رسام الكاريكاتور المعروف لارش فيلكس، أثناء زيارة كان يقوم بها لمعرض فني في المدينة.
وذكر صاحب قاعة Rönnquist & Rönnquist هنريك رونكويست، أن فيلكس زاره في المعرض، حيث أجرى صحفي نمساوي لقاءً معهما، وأثناء ذلك دخل القاعة رجل يحمل حقيبة حمراء بيده إلى الصالة.
وأوضح رونكويست، أن الشخص صاحب الحقيبة الحمراء، قال إنه كان فناناً وأنه يحمل بعض الكتيبات الفنية التي أراد إظهارها، إلا أن حراس فيلكس طلبوا من الشخص الخروج أولاً بهدف تفتيش الحقيبة التي يحملها، واتضح فيما بعد أنه كان يحمل بداخلها شيئاً يشبه المسدس.
معروف أن حراساً يرافقون الرسام فيلكس في تحركاته، لحمايته من التهديدات التي يواجهها بسبب رسومه المسيئة للمسلمين التي كان نشرها في العام 2007 وأثارت ضجة واسعة في العالم الإسلامي.
واعتقل الرجل من قبل حراس فيلكس على الفور، بتهمة الحيازة غير المشروعة على السلاح حيث سيجري التحقيق معه حول نوعية السلاح الذي كان الرجل يحمله في حقيبته وإن كانت هناك جهة تقف وراء ذلك.
ولم يعرف فيلكس ما الذي يجري خارج صالة العرض، إلا بعد أن طلب حراسه المغادرة، حيث قال، كنت مشغولاً بأشياء كثيرة منعتني من الخوف، كما أنني محاط بأشخاص ذو مهنية عالية في التعامل مع مثل هذه الأوضاع.
وقال فيلكس، اعتقدت أن الأمور بدأت تهدأ وتستقر، لكن سنرى ما الذي حصل، قد يكون شيئاً تافهاً.
في 6 يناير 2014 قضت محكمة أميركية الاثنين بالسجن 10 أعوام على الأميركية المعروفة باسم «جهاد جين» بالتآمر لقتل لارش فيلكس ومحاولة تجنيد مقاتلين عبر الإنترنت لارتكاب عمليات إرهابية في الخارج. وكانت كولين لاروز تواجه عقوبة السجن مدى الحياة، لكن القاضية قبلت طلبا حكوميا بتخفيف العقوبة جراء تعاونها الكبير مع المحققين.
ولا يزال مكتب الادعاء يطالب بالزج بها خلف القضبان لعشرات السنين مؤكدا أنها لا تزال تمثل خطرا، واتفق الطرفان على أن لاروز تعرضت للعزلة وعانت اعتداءات قاسية طيلة حياتها.
وقالت لاروز للقاضية إنها كانت مهووسة بالجهاد، مشيرة إلى أنها كانت «تشعر بنشوة» وتفكر في الأمر من الصباح وحتى الليل.
في أبريل 2014 أدانت محكمة فيلادلفيا الأمريكية محمد حسن خالد بالسجن خمسة أعوام، لمشاركته في التخطيط لقتل لارش فيلكس في عام 2009.
ينحدر المُدان، 20 عاماً من جذور باكستانية، وهو أصغر فرد في المجموعة التي خططت لقتل فيلكس. وكانت الشرطة ألقت القبض عليه في يوليو 2011، حيث أمضى ثلاثة أعوام رهن الاعتقال قبل إصدار الحكم عليه.
وكانت علاقة خالد بالجماعات الإسلامية قد بدأت عن طريق الإنترنت منذ عام 2009 عندما كان عمره لا يتجاوز الـ 15 عاماً فقط.
ومن خلال الإنترنت، تعرف خالد على الأمريكية كولين لاروز المعروفة باسم «جهاد جاين»
ويُتهم خالد بدعمه للجماعات الإسلامية المتطرفة في باكستان ومساعدته لهم بترجمة أفلام دعائية لهم إلى اللغة الإنكليزية ومساعدة جهاد جاين في تهريب جواز سفر أمريكي مسروق إلى أحد الإرهابيين.
واعترف خالد بالتهم الموجهة ضده. فيما سيتم احتساب الفترة التي قضاها في الاعتقال ضمن مدة محكوميته.

## وفاته
لَقِيَ مَصْرَعَهُ في حادث سيارة يوم 3 أكتوبر 2021، في مدينة ماركارد بالسويد. عندما كان في طريقه إلى المنزل بسيارة شرطة لا تحمل أي علامات أو دلالات توحي بأنها سيارة شرطة. حيث اصطدمت السيارة بشاحنة كبيرة واشتعلت فيها النيران. كما قُتل أثنين من ضُبَّاطٌ الشرطة وهُم مجموعة من حراسه الشخصيين.

## وصلات خارجية
- لارش فيلكس على موقع IMDb (الإنجليزية)